# Luís Felipe Derani

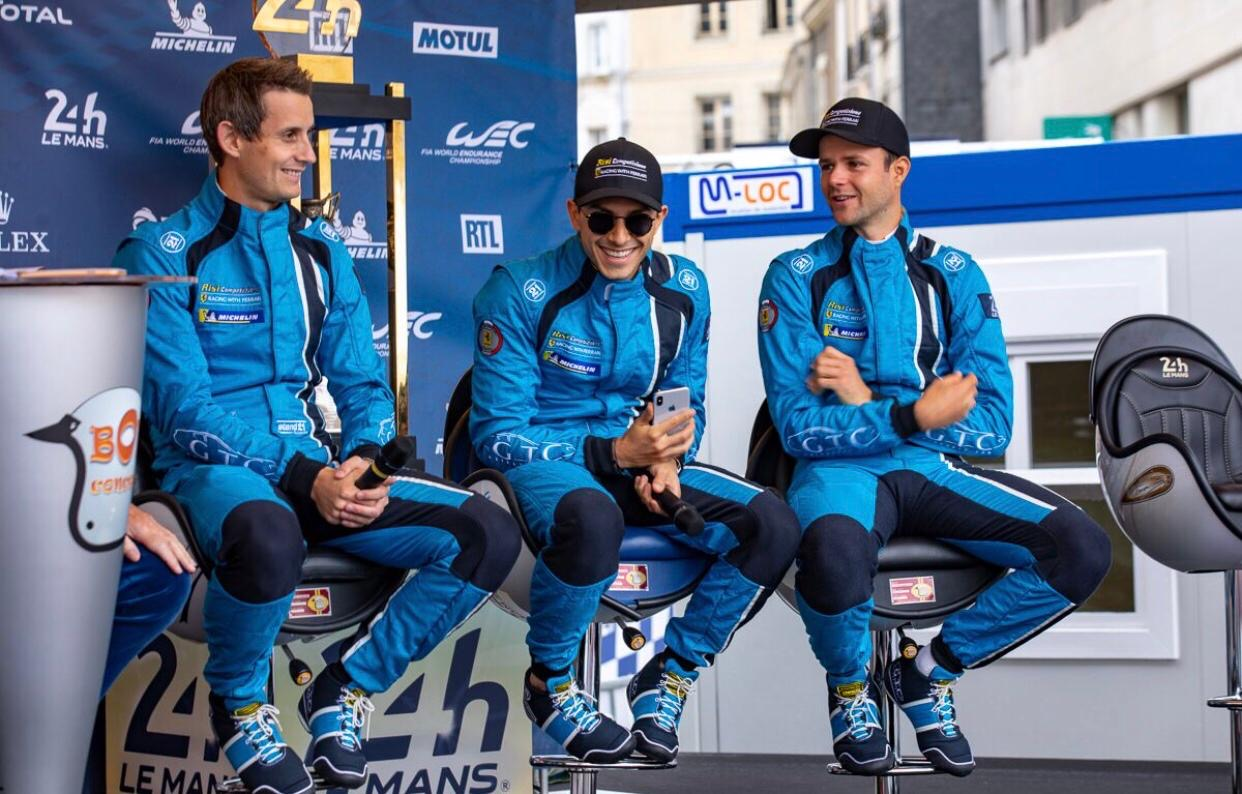
Luís Felipe Derani (Mitte), mit Oliver Jarvis und Jules Gounon beim 24-Stunden-Rennen von Le Mans 2019

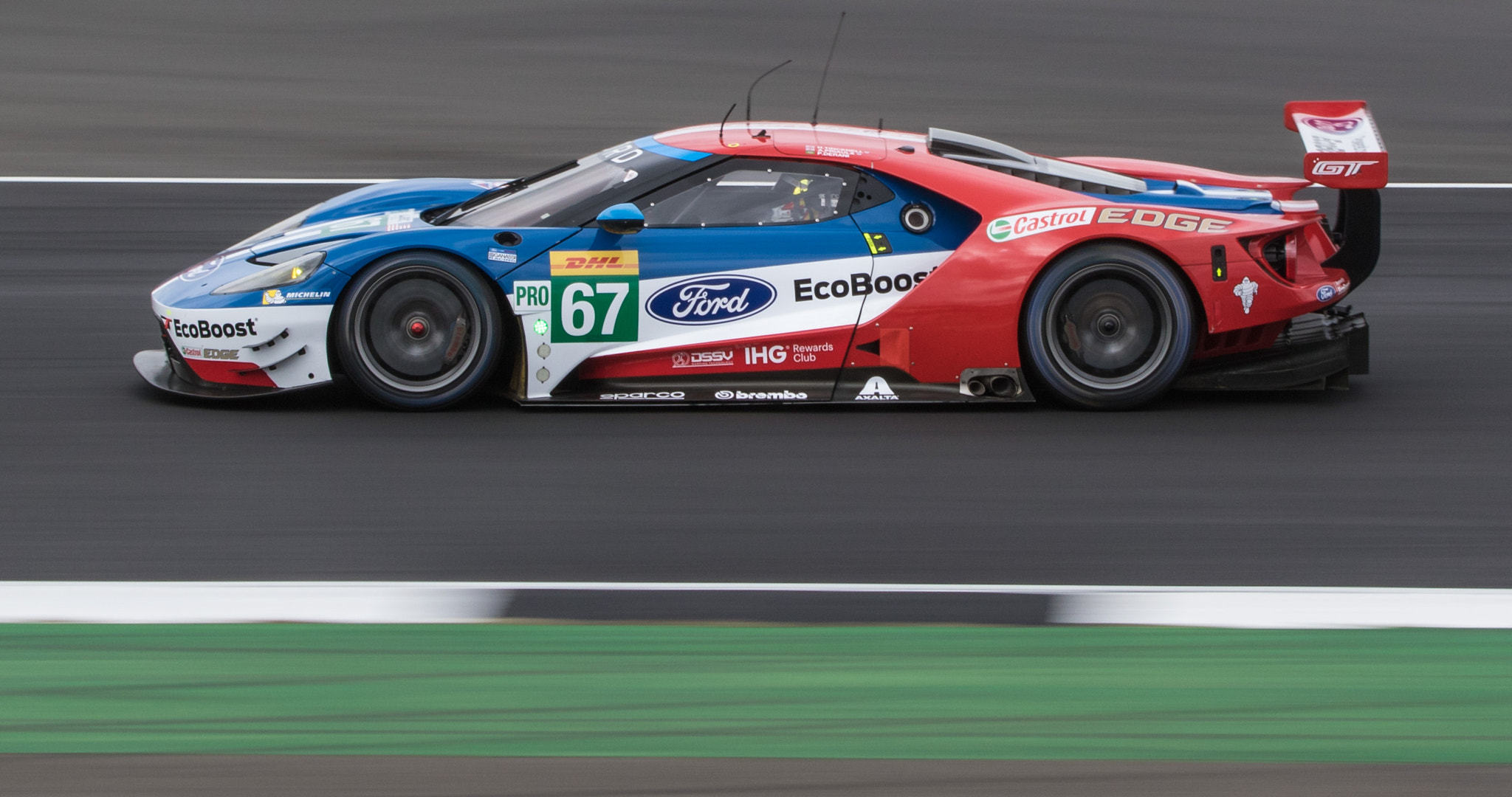
Der Ford GT von Andy Priaulx, Harry Tincknell und Luís Felipe Derani beim 6-Stunden-Rennen von Silverstone 2017

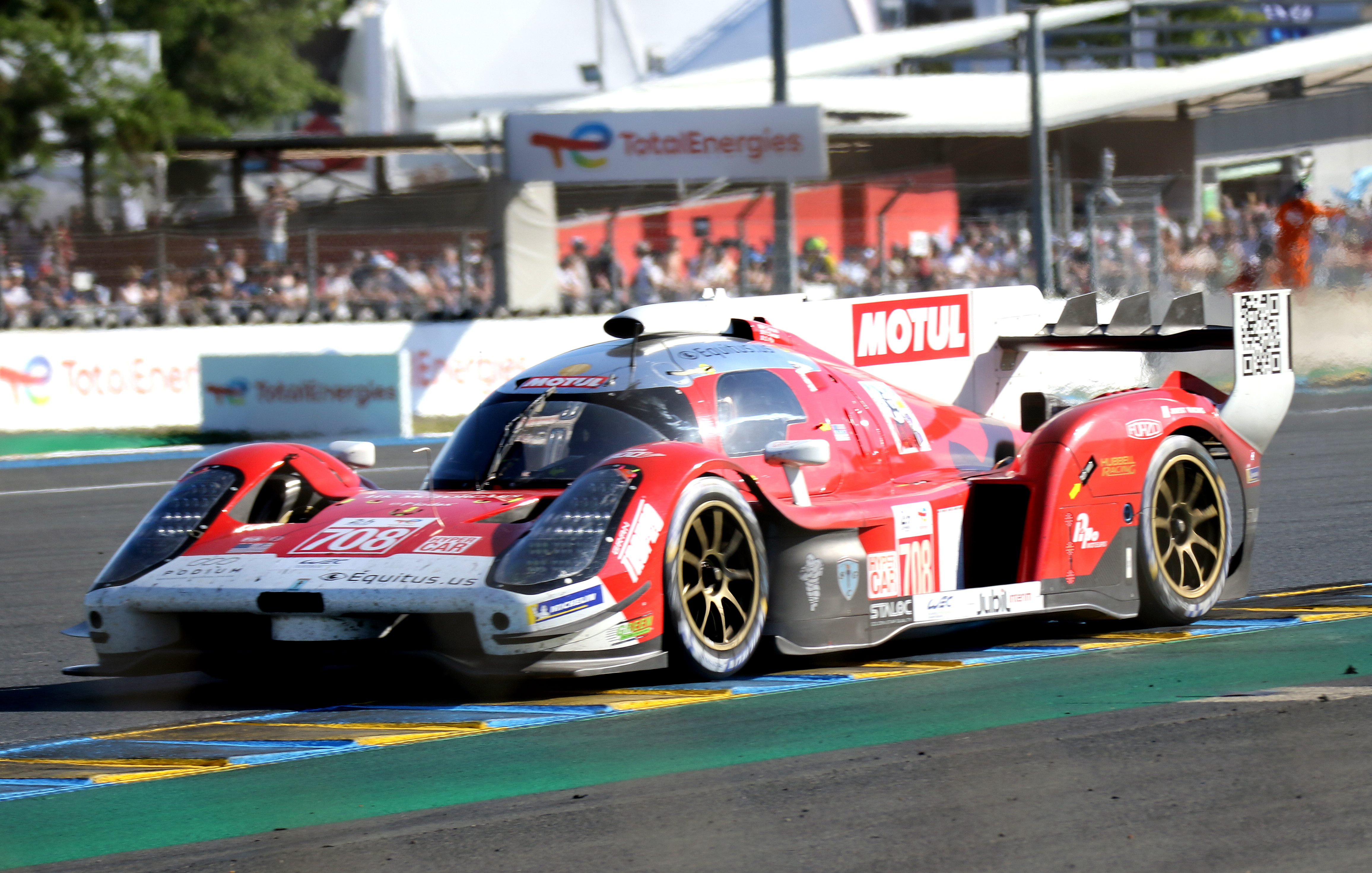
Der von Pipo Derani beim 24-Stunden-Rennen von Le Mans 2022 gefahrene Glickenhaus SCG 007 LMH

Luís Felipe „Pipo“ Derani (* 12. Oktober 1993 in São Paulo) ist ein brasilianischer Automobilrennfahrer. Aktuell fährt er im IMSA Weathertech SportsCar Championship für Action Express Racing. Zu seinen Erfolgen zählen der mehrfache Sieg des 12-Stunden-Rennen von Sebring sowie 2016 bei den 24-Stunden von Daytona.

## Karriere
Derani begann seine Motorsportkarriere 2003 im Kartsport und war bis 2008 in dieser Sportart aktiv. Unter anderem wurde er 2007 brasilianischer Junioren-Vizemeister. 2009 wechselte er in den Formelsport und trat für Motopark Academy in der nordeuropäischen Formel Renault an. Mit zwei zweiten Plätzen als beste Resultate beendete er die Saison auf dem siebten Gesamtrang. Außerdem trat er für das Team im Formel Renault 2.0 Eurocup zu sechs Rennen an und wurde 27. in der Gesamtwertung. 2010 wechselte Derani teamintern in den deutschen Formel-3-Cup. Mit zwei vierten Plätzen als beste Resultate belegte er den zehnten Platz in der Fahrerwertung. Außerdem nahm er in den zwei Jahren an sechs GT-Rennen der brasilianischen GT3-Meisterschaft teil.
2011 wechselte Derani zu Double R Racing in die britische Formel-3-Meisterschaft. Mit einem zweiten Platz als einzige Podest-Platzierung beendete er die Saison auf dem 15. Platz im Gesamtklassement. 2012 ging Derani in der britischen Formel 3 für Fortec Motorsport an den Start. Bereits beim Saisonauftakt gelang ihm sein erster britischer Formel-3-Sieg. Mit insgesamt zwei Siegen wurde Derani Achter in der Fahrermeisterschaft. Darüber hinaus absolvierte er drei Gaststarts in der Formel-3-Euroserie.
Anfang 2013 nahm Derani für Giles Motorsport an der Toyota Racing Series teil. Mit einem Sieg schloss er die Gesamtwertung auf dem siebten Platz ab. Anschließend erhielt er bei Fortec ein Cockpit für die europäische Formel-3-Meisterschaft 2013. Zwei zweite Plätze waren seine besten Resultate. Als bester Pilot seines Teams lag er am Saisonende auf dem achten Gesamtrang. Darüber hinaus wurde Derani Dritter beim Macau Grand Prix.
2014 wechselte Derani in die nordamerikanische Pro Mazda Championship zum Team Pelfrey. Zunächst wurde er Fünfter in der Winterserie. Die Hauptserie verließ Derani nach dem sechsten Rennen. Ein dritter Platz war sein bestes Resultat. Derani kehrte anschließend nach Europa zurück. Im Formelsport absolvierte er drei Gaststarts im deutschen Formel-3-Cup. Darüber hinaus machte er erste Erfahrungen im Langstreckensport und trat für Murphy Prototypes zu zwei Rennen der European Le Mans Series (ELMS) an. Mit einem dritten Platz als bestes Ergebnis beendete er die Saison auf dem zwölften Platz der LMP2-Fahrerwertung. 2015 erhielt Derani ein Cockpit beim von OAK Racing betreuten Team G-Drive Racing in der FIA-Langstrecken-Weltmeisterschaft (WEC). Beim 6-Stunden-Rennen von Spa-Francorchamps gelang ihm zusammen mit seinen Teamkollegen Ricardo González und Gustavo Yacamán ein Klassensieg in der LMP2-Wertung der Weltmeisterschaft. Die drei Fahrer erreichten den 13. Gesamtrang.

## Statistik

### Karrierestationen
| - 2003–2008: Kartsport - 2009: Nordeuropäische Formel Renault (Platz 7) - 2009: Formel Renault 2.0 Eurocup (Platz 27) - 2009: Brasilianische GT3-Meisterschaft (Platz 28) - 2010: Deutsche Formel 3 (Platz 10) | - 2010: Brasilianische GT3-Meisterschaft (Platz 35) - 2011: Britische Formel 3 (Platz 15) - 2012: Britische Formel 3 (Platz 8) - 2013: Toyota Racing Series (Platz 7) - 2013: Europäische Formel 3 (Platz 8) | - 2014: Pro Mazda Championship, Winterserie (Platz 5) - 2014: Pro Mazda Championship (Platz 14) - 2014: ELMS, LMP2 (Platz 12) - 2015: WEC (Platz 13) |

### Le-Mans-Ergebnisse
| Jahr | Team                      | Fahrzeug                | Teamkollege      | Teamkollege        | Platzierung | Ausfallgrund |
| ---- | ------------------------- | ----------------------- | ---------------- | ------------------ | ----------- | ------------ |
| 2015 | G-Drive Racing            | Ligier JS P2            | Ricardo González | Gustavo Yacamán    | Rang 12     |              |
| 2016 | Extreme Speed Motorsports | Ligier JS P2            | Ryan Dalziel     | Chris Cumming      | Rang 42     |              |
| 2017 | Ford Chip Ganassi Team UK | Ford GT                 | Andy Priaulx     | Harry Tincknell    | Rang 18     |              |
| 2018 | AF Corse                  | Ferrari 488 GTE         | Toni Vilander    | Antonio Giovinazzi | Rang 20     |              |
| 2019 | Risi Competizione         | Ferrari 488 GTE         | Oliver Jarvis    | Jules Gounon       | Rang 40     |              |
| 2021 | Glickenhaus Racing        | Glickenhaus SCG 007 LMH | Franck Mailleux  | Olivier Pla        | Rang 4      |              |
| 2022 | Glickenhaus Racing        | Glickenhaus SCG 007 LMH | Romain Dumas     | Olivier Pla        | Rang 4      |              |
| 2023 | Action Express Racing     | Cadillac V-Series.R     | Alexander Sims   | Jack Aitken        | Rang 17     |              |
| 2024 | Action Express Racing     | Cadillac V-Series.R     | Felipe Drugovich | Jack Aitken        | Rang 29     |              |

### Sebring-Ergebnisse
| Jahr | Team                               | Fahrzeug            | Teamkollege           | Teamkollege      | Teamkollege | Platzierung | Ausfallgrund |
| ---- | ---------------------------------- | ------------------- | --------------------- | ---------------- | ----------- | ----------- | ------------ |
| 2016 | Tequila Patron ESM                 | Ligier JS P2        | Johannes van Overbeek | Scott Sharp      | Ed Brown    | Gesamtsieg  |              |
| 2017 | Tequila Patron ESM                 | OnRoak Nissan DPi   | Ryan Dalziel          | Scott Sharp      |             | Ausfall     | Defekt       |
| 2018 | Tequila Patron ESM                 | OnRoak Nissan DPi   | Johannes van Overbeek | Nicolas Lapierre |             | Gesamtsieg  |              |
| 2019 | Whelen Engineering Racing          | Cadillac DPi-V.R    | Eric Curran           | Felipe Nasr      |             | Gesamtsieg  |              |
| 2020 | Action Express Racing              | Cadillac DPi-V.R    | Gabby Chaves          | Felipe Nasr      |             | Rang 6      |              |
| 2021 | Whelen Engineering Racing          | Cadillac DPi-V.R    | Mike Conway           | Felipe Nasr      |             | Ausfall     | Aufhängung   |
| 2022 | Whelen Engineering Racing          | Cadillac DPi-V.R    | Mike Conway           | Tristan Nunez    |             | Rang 3      |              |
| 2023 | Whelen Engineering Racing          | Cadillac V-Series.R | Jack Aitken           | Alexander Sims   |             | Gesamtsieg  |              |
| 2024 | Whelen Engineering Cadillac Racing | Cadillac V-Series.R | Jack Aitken           | Tom Blomqvist    |             | Ausfall     | Unfall       |

### Einzelergebnisse in der FIA-Langstrecken-Weltmeisterschaft
| Saison  | Team                                 | Rennwagen           | 1   | 2   | 3   | 4   | 5   | 6   | 7   | 8   | 9   |
| ------- | ------------------------------------ | ------------------- | --- | --- | --- | --- | --- | --- | --- | --- | --- |
| 2015    | G-Drive Racing                       | Ligier JS P2        | SIL | SPA | LEM | NÜR | AUS | FUJ | SHA | BAH |     |
| 2015    | G-Drive Racing                       | Ligier JS P2        | 7   | 10  | 12  | 9   | 7   | 11  | DNF | 11  |     |
| 2016    | Extreme Speed Motorsports            | Ligier JS P2        | SIL | SPA | LEM | NÜR | MEX | AUS | FUJ | SHA | BAH |
| 2016    | Extreme Speed Motorsports            | Ligier JS P2        | 6   | 8   | 42  | 10  | 8   | 13  | 11  | 12  | 12  |
| 2017    | Chip Ganassi Racing Rebellion Racing | Ford GT Oreca 07    | SIL | SPA | LEM | NÜR | MEX | AUS | FUJ | SHA | BAH |
| 2017    | Chip Ganassi Racing Rebellion Racing | Ford GT Oreca 07    | 13  | 20  | 18  | 8   |     |     |     |     |     |
| 2018/19 | AF Corse Risi Competizione           | Ferrari 488 GTE     | SPA | LEM | SIL | FUJ | SHA | SEB | SPA | LEM |     |
| 2018/19 | AF Corse Risi Competizione           | Ferrari 488 GTE     |     | 20  |     |     |     |     |     | 40  |     |
| 2021    | Glickenhaus Racing                   | Glickenhaus 007 LMH | SPA | POR | MON | LEM | BAH | BAH |     |     |     |
| 2021    | Glickenhaus Racing                   | Glickenhaus 007 LMH |     |     | DNF | 4   |     |     |     |     |     |
| 2022    | Glickenhaus Racing                   | Glickenhaus 007 LMH | SEB | SPA | LEM | MON | FUJ | BAH |     |     |     |
| 2022    | Glickenhaus Racing                   | Glickenhaus 007 LMH |     | 9   | 4   | DNF |     |     |     |     |     |
| 2023    | Cadillac Racing                      | Cadillac V-Series.R | SEB | POR | SPA | LEM | MON | FUJ | BAH |     |     |
| 2023    | Cadillac Racing                      | Cadillac V-Series.R | 17  |     |     |     |     |     |     |     |     |
| 2024    | Action Express Racing                | Cadillac V-Series.R | KAT | IMO | SPA | LEM | SAO | AUS | FUJ | BAH |     |
| 2024    | Action Express Racing                | Cadillac V-Series.R | 29  |     |     |     |     |     |     |     |     |